# 동서교통 (부산)
동서교통은 부산광역시 사상구에 소속해 있는 마을버스 운송업체이다. 냉정역과 동서대학교를 중심으로 운행한다.

## 차고지
- 부산광역시 사상구 가야대로 331 (주례동) (본사)

## 운행 노선
- 사상5번 (동서대 내 ~ 냉정역)
- 사상5-1번 (동서대 내 ~ 냉정역(삼선병원.경남정보대))
- 사상5-2번 (동서대 내 ~ 주례역)